# Tod Williams
Pour les articles homonymes, voir Williams.
Tod Williams, né le 27 septembre 1968 à New York, est un réalisateur et scénariste américain.

## Biographie
Tod Williams a étudié la peinture et la littérature au Bard College et à l'université Columbia. Il a travaillé comme pigiste pour The New York Times avant d'apprendre le métier de réalisateur à l'American Film Institute. Son deuxième film, Lignes de vie (2004) a été bien accueilli par la critique et lui a valu une nomination à l'Independent Spirit Award du meilleur scénario. Il a ensuite réalisé Paranormal Activity 2 (2010), grand succès au box-office, et Cell Phone (2016), adaptation du roman Cellulaire de Stephen King.
Il a été marié avec l'actrice Famke Janssen de 1995 à 2000. Il s'est remarié en 2004 avec l'actrice Gretchen Mol et a deux enfants de ce mariage, un fils né en 2007 et une fille née en 2011.

## Filmographie

### Réalisateur
- 1998 : The Adventures of Sebastian Cole (en)
- 2004 : Lignes de vie
- 2010 : Paranormal Activity 2
- 2016 : Cell Phone (ou L'Appel des zombies)

### Scénariste
- 1998 : The Adventures of Sebastian Cole (en)
- 2004 : Lignes de vie